# Генерална конференција за тегове и мере
Генерална конференција за тегове и мере је српски назив за (фр. Conférence Générale des Poids et Mesures) или (енгл. General Conference on Weights and Measures, CGPM). Једна је од три организације успостављене како би се одржао Интернационални систем јединица (СИ) под условима Конвенције о метру из 1875. године. Састаје се у Паризу сваких четири до шест година. 2002. Конференција је представљала 51 земљу чланицу и још десет чланица сарадница (1). Од 2005. године, број сарадница се повећао на 17.

## састанци
- 1. (1889) - килограм дефинисан као маса међународног прототипа килограма (IPK) сачињеног од платине-иридијума и држаног у Међународном бироу за тегове и мере у Севру у Француској. Међународни прототип метра санкционисан.
- 2. (1897)
- 3. (1901) - литар редефинисан као запремина 1 kg воде. Разјашњено да су килограми једнице за масу, „стандардна тежина“ дефинисана, стандардно убрзање гравитације дефинисано, прихватајући грам-силу и чинећи их добро дефинисаним.
- 4. (1907) - карат = 200 mg усвојено.
- 5. (1913) - предложена Међународна температурна скала.
- 6. (1921) - ревидирана Конвенција о метру.
- 7. (1927) - створен Консултациони комитет за електрицитет (CCE).
- 8. (1933) - откривена потреба за апсолутном електричном јединицом.
- 9. (1948) - ампер, кулон, фарад, хенри, џул, њутн, ом, волт, ват, вебер дефинисани. Изабран степен Целзијуса од три имена која су се тада користила. Мало слово l усвојено као симбол за литар. И запета и тачка дозвољене као симболи децималне ознаке. Симболи за стер и секунд промењени  https://web.archive.org/web/20051124033554/http://www1.bipm.org/jsp/en/ViewCGPMResolution.jsp?CGPM=9&RES=7. Архивирано из оригинала 24. 11. 2005. г. Приступљено 13. 06. 2005. Недостаје или је празан параметар |title= (помоћ).
- 10. (1954) - келвин, стандардна атмосфера дефинисани. Интернационални систем јединица (метар, килограм, секунд, ампер, келвин, кандела) почео.
- 11. (1960) - метар редефинисан у вези са таласном дужином светлости. Херц, лумен, лукс, тесла усвојени. Новом метричком систему дат званични симбол SI за Système International d'Unités, „модернизовани метрички систем“. Префикси пико-, нано-, микро-, мега-, гига- и тера- потврђени.
- 12. (1964) - првобитна дефиниција литра = 1 dm³ враћена. ато- и фемто- префикси.
- 13. (1967) - секунда редефинисана као трајање 9 192 631 770 периода зрачења које одговара прелазу између два хиперфина нивоа основног стања атома цезијума 133 на температури од 0 K. Степен Келвина преименован у келвин. Кандела редефинисана.
- 14. (1971) - нова СИ основна јединица мол дефинисана. Паскал, сименс прихваћени.
- 15. (1975) - пета- и екса- префикси. Греј и бекерел радиолошке јединице.
- 16. (1979) - кандела, сиверт дефинисан. И l и L привремено дозвољени као симболи за литар.
- 17. (1983) - метар редефинисан у вези са брзином светлости, али задржана иста дужина.
- 18. (1987) - конвенционалне вредности усвојене за Џозефсонову константу, KJ, и фон Клицингову константу, RK, припремајући пут за алтернативне дефиниције ампера и килограма.
- 19. (1991) - нови префикси јокто-, зепто-, зета- и јота-.
- 20. (1995) - допунске СИ јединице (радијан и стерадијан) постају изведене јединице.
- 21. (1999) - нова СИ изведена јединица, катал = мол у секунди, за изражавање каталитичке активности.
- 22. (2003) - и запета и тачка потврђени као симболи децималне ознаке  https://web.archive.org/web/20131230231731/http://www1.bipm.org/jsp/en/ViewCGPMResolution.jsp?CGPM=22&RES=10. Архивирано из оригинала 30. 12. 2013. г. Приступљено 13. 06. 2005. Недостаје или је празан параметар |title= (помоћ).